# Lalla Hobby
Pour plus de détails, voir Fiche technique et Distribution.
Lalla Hobby (لالة حبي) est une comédie dramatique marocaine sorti en 1996, écrit par Noureddine Sail et réalisé par Mohamed Abderrahman Tazi mettant en vedette Amidou, Amina Rachid et Samia Akariou,,,,,.
Il s'agit de la suite de film À la recherche du mari de ma femme sorti en 1993.

## Synopsis
Le film suit l'aventure de Hadj Benmoussa qui part en voyage au Belgique pour rechercher le mari de sa troisième ex-femme afin de la divorcer et la reconquérir.

## Fiche technique
- Titre : Lalla Hobby
- Titre original : لالة حبي
- Réalisation : Mohamed Abderrahman Tazi
- Scénario : Noureddine Saïl
- Musique : Abdelwahab Doukkali
- Montage : Kehna Attia
- Son : Faouzi Thabet
- Photographie : Alain Marcoen
- Décors, Costumes et accessoire : Naïma Bouanani
- Chef Maquilleuse : Majdouline Rimmel
- Studio de production : Arts et Techniques Audiovisuels (ATA)
- Pays :  Maroc
- Langue : Arabe, Français
- Format : couleur
- Durée : 95 minutes
- Date de sortie :  15 décembre 1996

## Distribution
- Amidou : Hadj Benmoussa
- Amina Rachid : Lalla Hobby
- Naïma Lamcharki
- Samia Akariou
- Ahmed Taïeb El Alj
- Pierre Lekeux

## Autour du film
- le film marque les débuts de l'actrice Samia Akariou et l'a fait véritablement connaître du public[8].
- Le tournage du film s'est déroulé au Maroc dans les villes de Fès et Tanger, mais aussi a Bruxelles, Anvers et Stavelot en Belgique.

## Distinctions

### Récompenses
- Festival panafricain du cinéma et de la télévision de Ouagadougou 1999
  - Prix du meilleur son : Tawsi Thabet